# Viduidae
Viduidele (Viduidae) sunt o familie de păsări cântătoare mici aparținând ordinului Passeriformes, care se găsesc în Africa subsahariană.
Păsările practică parazitism nidicol – își depun ouăle în cuiburile speciilor de cinteze estrildide. Spre Spre deosebire de cuci și indicatoride, viduidele nu distrug ouăle gazdei. De obicei, acestea depun 2-4 ouă împreună cu cele deja prezente.
Familia conține două genuri:
| Imagine | Gen                        | Specie |
| ------- | -------------------------- | --- |
|         | Vidua Cuvier, 1816         | - Vidua chalybeata - Vidua purpurascens - Vidua raricola - Vidua larvaticola - Vidua funerea - Vidua codringtoni - Vidua wilsoni - Vidua nigeriae - Vidua maryae - Vidua camerunensis - Vidua macroura - Vidua hypocherina - Vidua fischeri - Vidua regia - Vidua paradisaea - Vidua orientalis - Vidua interjecta - Vidua togoensis - Vidua obtusa |
|         | Anomalospiza Shelley, 1901 | - Anomalospiza imberbis |